# Sergio Cidoncha
Sergio Cidoncha Fernández (El Escorial, Madrid, España, 27 de agosto de 1990) es un jugador de fútbol que actualmente no tiene equipo. Se desempeña en la posición de centrocampista. Comenzó en las categorías inferiores del Atlético de Madrid.

## Trayectoria
Cidoncha se formó en las categorías inferiores del Atlético de Madrid. En la temporada 2009-2010 debutó con el Atlético de Madrid "C", de la Tercera División y dos temporadas más tarde se incorporó al Atlético de Madrid "B" para jugar en Segunda División B.
El 25 de agosto de 2013, el Atlético de Madrid hace oficial la cesión de Cidoncha al Real Zaragoza para jugar en Segunda División. El 17 de agosto de 2013 hace su debut con el equipo aragonés y como profesional en un partido contra el Hércules C. F. que finalizó con un empate a uno.
El 14 de julio de 2016, la S.D. Ponferradina anuncia su fichaje para las dos siguientes temporadas. 

### Gimnástica Segoviana
El 27 de agosto de 2021 ficha por la Gimnástica Segoviana C.F, por la que ha firmado una temporada.

## Clubes
| Club                 | Categoría          | País   | Año       | Partidos | Goles |
| -------------------- | ------------------ | ------ | --------- | -------- | ----- |
| Atlético de Madrid C | Tercera División   | España | 2009-2010 |          |       |
| Atlético de Madrid C | Tercera División   | España | 2010-2011 |          |       |
| Atlético de Madrid B | Segunda División B | España | 2011-2012 | 9        | 0     |
| Atlético de Madrid B | Segunda División B | España | 2012-2013 | 27       | 5     |
| Real Zaragoza        | LaLiga2            | España | 2013-2014 | 30       | 2     |
| Albacete Balompié    | LaLiga2            | España | 2014-2015 | 29       | 4     |
| Albacete Balompié    | LaLiga2            | España | 2015-2016 | 7        | 0     |
| S.D. Ponferradina    | Segunda División B | España | 2016-2017 | 34       | 2     |
| S.D. Ponferradina    | Segunda División B | España | 2017-2018 | 42       | 8     |
| Jamshedpur FC        | Superliga de India | India  | 2018-2019 | 13       | 4     |
| Kerala Blasters      | Superliga de India | India  | 2019-2021 | 16       | 2     |
| Gimnástica Segoviana | Segunda RFEF       | España | 2021-2022 | 32       | 1     |